# 同人誌即売会

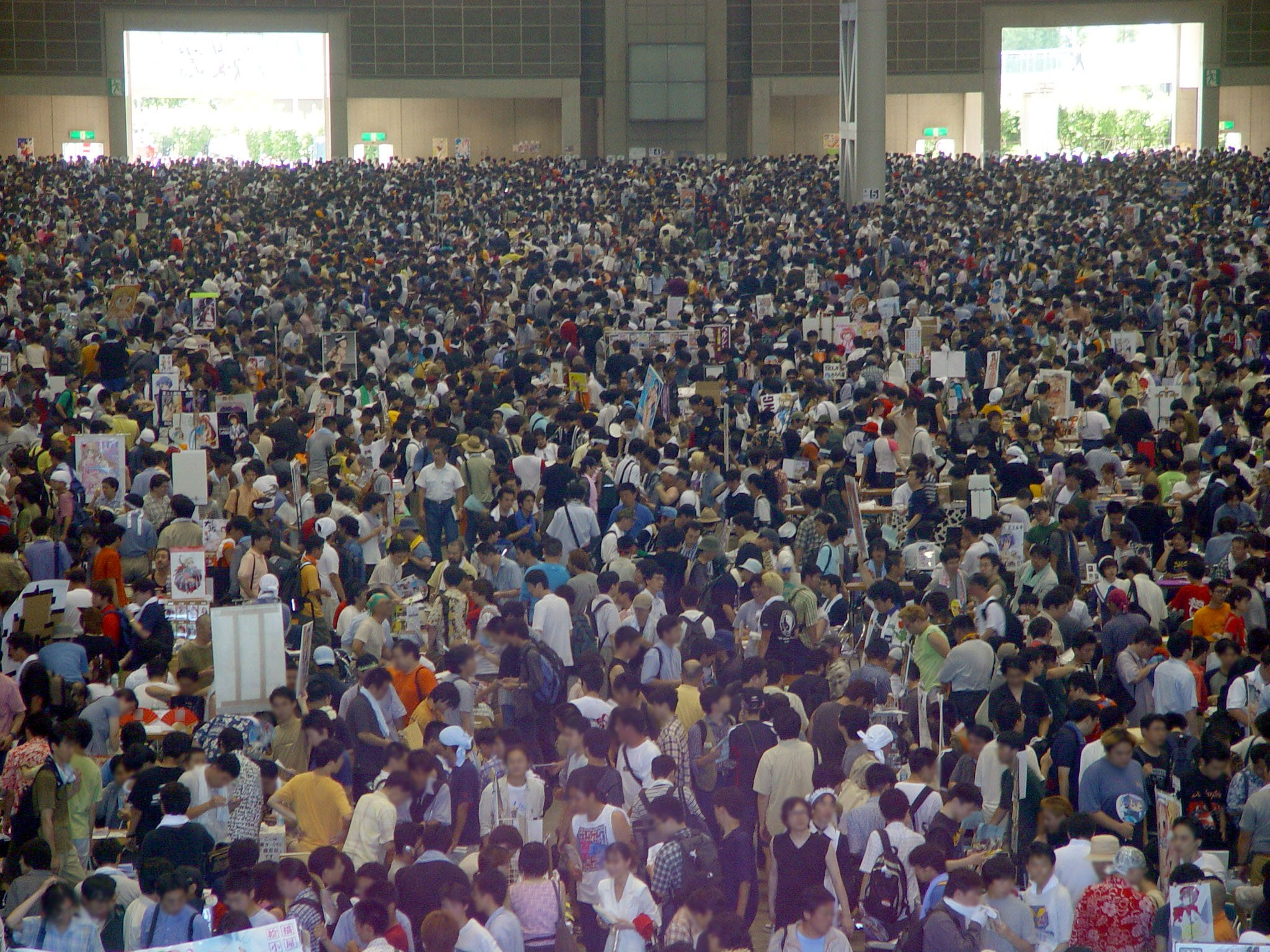
世界最大の同人誌即売会「コミックマーケット」（コミケ62、2002年）

同人誌即売会（どうじんしそくばいかい）とは、同人誌を配布・頒布・販売する集会である。単に「イベント」とも呼ばれる。
日本で行われる同人誌即売会は、漫画・アニメ・ゲーム関連の同人誌を頒布するものが圧倒的に多く、以下の記述もそのような即売会についてのものである。また、その中でも様々な分野における同人誌即売会が存在し、書籍に限らずソフトウェア、音楽CD、グッズのような立体物なども配布・販売される。規模は数百人〜20万人まで様々。

## 同人誌即売会の種類
同人誌即売会は、オールジャンル系イベントとオンリージャンル系イベントの2種類に大別できる。

### オールジャンル系イベント
サークルの活動内容やジャンルについて制限しないもの。『コミックマーケット』や『コミックシティ』、『こみっくトレジャー』、『COMIC1』、『ガタケット』など。数千〜数万規模のサークルを集める大規模のものから数百スペース以下の小規模なイベントまで、多岐にわたる。
規定としての制限はないものの、イベントごとにサークルの集まりやすいジャンルというものが存在し、複数のマイナージャンルは“よろず”として一括りにされたり、実質的にジャンル制限されていることも多い。この意味で狭義のオールジャンル系イベントとは、コミックマーケットを始めとするごく一部しかないともいえる。
なおコミックマーケットや5月のゴールデンウィーク期間中に開催される『SUPER COMIC CITY』等、開催が複数日となるイベントや比較的規模の大きいイベントにおいては参加サークルの活動ジャンル、作品内容によってサークル参加可能な日程、配置されるホールが指定されている場合がある。

### オンリージャンル系イベント
サークルの活動内容、活動ジャンルまたは頒布物を限定したもの。一般的に限定対象の後に「○○オンリー」をつけて呼ぶ（例：創作オンリー）。
限定するジャンルは、頒布物の内容（例：一次創作、百合）、二次創作の対象となる作品（例：ガンダム）、頒布物の形態（例：本、グッズ）など多岐に渡る。これらの分類をさらに細分化したオンリー（例：一次創作の本限定、初代ガンダム限定）も一般に行われる。
最大の創作系オンリーである『コミティア』や東方Projectオンリーである『博麗神社例大祭』などのように数千スペースの規模で行われるイベントもあるが、多くのイベントは、数十〜数百スペースの比較的規模の小さいイベントである。
イベントの規模としては小さいが、特定のジャンルや作品に対して思い入れの強いファンが集まること、オールジャンルイベントでは他のジャンルの作品に埋もれてしまうようなジャンルの同人誌やサークルをアピールする目的等で開催されている。
オンリーイベントを開くほどサークルの絶対数がないジャンルの場合、複数ジャンルが合同でオンリーイベントを行ったり、オールジャンル系イベント内における企画として結束し、イベント内のサブイベントとして擬似的なオンリーイベントを行う「プチオンリー」または「ヤドカリオンリー」と呼ばれる形態をとって行われる場合がある。特に近年では都市部でのイベント会場確保の難しさや単独でオンリーイベントを開く場合に比べ、事務手続きの手間や開催にかかる予算が軽減出来る事などからこの方式を取るオンリーイベントが主流となっている。

## 運営母体
現在開催されている同人誌即売会で、比較的規模が大きく（数千〜数万規模のサークル参加者数がある）大型の展示会場を使用して行われるイベントや開催頻度が高いイベントを運営する団体などでは、効率的かつ安全、安定的な運営を目的とする事などから、主催団体の法人化（企業、非営利団体など）を行っているイベントが多くを占める。
一方、地方で開催されることの多い100スペース未満のオールジャンル系イベントや、オンリージャンル系イベントでも比較的規模の小さく（数十〜数百）、中小規模のイベント会場を使用して行われるイベントや、「プチオンリー」「ヤドカリオンリー」と呼ばれる形態でイベントを行う団体の主催者は、個人やサークル、任意団体など法人格を持たない団体が主催者もしくは運営責任者となっている場合が多い。

## 主なイベント

### 日本

#### 総合
コミックマーケットはすべての同人誌即売会の中で最大の規模を持つ。
コミックマーケット
コミックマーケット準備会（有限会社コミケット）が主催する世界最大の同人誌即売会。多くは8月と12月の年2回東京国際展示場（東京ビッグサイト）で開催されている。あらゆる同人誌活動の「総本山」的な存在として年間スケジュールの節目となっており、同人誌即売会関連のデファクトスタンダードを作る存在であり影響力も強い。知名度の高さからイベントの名称が一般名詞のように使われることも多く、他の同人誌即売会のことも一律に「コミケ」と呼ぶことがある。一方で同人誌という文化が一般社会に浸透することで、充実かつ多様化した時代においてはあくまで一イベントの域をでていないことも確かである。
ガタケット
ガタケット事務局主催による、新潟市で開催される総合的規模の同人誌即売会。3大都市圏以外の都市での開催の中では古参で、新潟コミティアの開催も行っている。2019年まではおおむね隔月ごとの年6回開催されていたが、2020年以降は年3～4回の開催となっている。
コスホリック
コスホリック実行委員会が主催する東京のデジタル系即売会。第1回の2010年12月から5月、8月、12月の年3回開催している。略称はコスホリ、CH。
COMIC1（コミックいち）
COMIC1準備会が2007年より主催する同人誌即売会。毎年4〜5月と10月の年2回東京ビッグサイトで行われている。5月に開催される「SUPER COMIC CITY」と共に冬コミと夏コミの間を埋める役割を果たしているが、こちらは男性向け作品の占める割合が多く、2014年時点では男性向けオールジャンルイベントとしてはコミックマーケットに次ぐ参加サークル数となっている。
ComiCon
ComiConが1980年代より主催する、大阪・京都で開催される同人誌即売会。2025年6月に終了。ComiCon（コミコン）は有限会社サクセスにより2000年に商標登録されている。
コミッククリエイション / サンシャインクリエイション
クリエイション事務局（株式会社クリエイション）が主催する同人誌即売会。初期はコミッククリエイションのみを主催していたが、ブロッコリー主催による「コミックキャッスル」の終了を受け、会場・日程を引き継ぐ形でサンシャインクリエイションを始めた。2009年1月に個人情報流出の不祥事から、「サンシャインクリエイション43」「同44」が中止となったが、2009年9月に「サンシャインクリエイション45」が開催（再開）された。
コミックシティ
赤ブーブー通信社（有限会社ケイ・コーポレーション）が主催。主に東京ビッグサイト・インテックス大阪・福岡PayPayドームにて年通算25回程度開催され、大阪・福岡では最大のイベントである。東京・大阪は後述する理由により、女性向けジャンルがほとんどを占める。東京ビッグサイトで開催される3月の「HARU COMIC CITY」と5月の「SUPER COMIC CITY」、インテックス大阪で開催される1月の「COMIC CITY大阪」と8月の「SUPER COMIC CITY関西」は規模が大きく、参加スペース数がコミックマーケットを超える場合もある。
インテックス大阪におけるイベントは、それぞれコミックマーケットの直後に開催され、コミックマーケット参加サークルも多数参加するため、コミックマーケット開催時期（お盆や年末）に東京に行けない地元参加者への補完イベントのようにもなっている。1994年に千葉県の青少年保護条例を理由とした男性向け（成年向け）同人誌の扱いに絡んで、幕張メッセでの開催を直前になって中止するという不祥事を起こしており、結果的に現在に至るまでに女性向けジャンルがほとんどを占める状態となっている。公式統計では2019年の女性参加者が99%とされている。
近年は、「全国大会」「擬人化王国」の名称で、企画系オンリーイベントも開催している。
こみっくトレジャー
青ブーブー通信社（有限会社ケイ・コーポレーション）が年2回インテックス大阪にて開催する男性向けジャンル主体のイベント。1月の「COMIC CITY大阪」と8月の「SUPER COMIC CITY関西」の次の週に開催されることが多い。企業スペースが設置され、当時の「COMIC CITY大阪」では禁止されていたコスプレが可能であった。また、メイドのコスプレをしたスタッフからのドリンクサービスなど、独自の特色を出している。過去の不祥事からコミックシティへの男性参加者が見込めないため、別イベントとして立ち上げたという経緯がある。
コミックライブ
スタジオYOU（株式会社ユウメディア）が主催する。東京だけではなく、県庁所在地を主とした地方でも開催される（“おでかけライブ”、“○○（都市名）コミケ”という名称となる場合もある）。
女性向け大型オンリーイベントも盛んに行っている。最初は都内のみだったが最近では大阪市、福岡市、札幌市、名古屋市、仙台市などでも開催されている。
Nagoya Cosplay Exciting!
ナゴコス実行委員会が主催する愛知のデジタル系即売会。第1回の2016年4月から春（4月・5月）と秋（10月）の年2回開催している。略称はナゴコス。
花鳥風月
島根県松江市で開催される同人誌即売会。一年に6回のペースで開催されている。
ぶちすげぇコミックバトル
ぶちすげぇ実行委員会が主催する、岡山県岡山市で開催される同人誌即売会。1年に2回ほどのペースで開催されている。倉敷市や、香川県高松市で開催されることもある。「コスプレバトル」と称する、コスプレイヤーのダンス対決が毎回開催されるのが特徴。また、主催団体のメンバーが自民党支持者のため、毎回自民党と公明党の国会議員や地方議員、党役員などによるあいさつが行われている。
2024年12月に終了。

#### 専門
おもしろ同人誌バザール
おもしろ同人誌バザール実行委員会が主催する情報系同人誌即売会。2016年6月に始まった。サークル配置はジャンル問わずランダム。18禁本の頒布を禁止している。
GirlsLoveFestival
ラブフェス事務局が主催する百合系総合イベント「少女恋愛（百合/ガールズラブ）要素を含む作品／女の子同士カップリング作品限定の同人誌即売会」。2009年より関東地方で開催されている。
2015年3月時点で年間2 - 3回程度のペースで合計13回開催されている。
コスチュームカフェ
コスチュームカフェ実行委員会の主催による、制服系同人誌即売会。1999年1月、コスチュームカフェ 1号店より始まった。
開催初期はウェイトレスや学校制服などを扱うことが多かったが、その後こうしたジャンルにあてはまるゲームやアニメーションが増えたことから、現在では制服系ジャンル総合イベントとなっている。
コスチュームカフェ37号店は2019年3月24日に開催された。
派生イベントとしてメイド系ジャンル限定の「帝國メイド倶楽部」がある。
コミック・カーニバル
1978年から名古屋で開催されていた一次創作オンリーの同人誌即売会。日本ではコミケに続き2番目に歴史がある即売会。略称「コミカ」。
会場は名古屋市公会堂など。
森博嗣と堀田清成（ほったゆみの夫）を中心とする「グループ・ドガ」が主宰しており、荻野真なども参加していた。
COMITIA（コミティア）
コミティア実行委員会が主催する、オリジナル作品限定の同人誌即売会。「同人誌」という言葉が仲間内で閉じたニュアンスを持つため、自主制作漫画誌展示即売会と自らを形容している。東京だけでなく、関西・名古屋・新潟・札幌・福島などの同人誌即売会主催者と協力して地方開催も行われている。商業出版社がプロ志望者を対象に作品持込を会場で受け付ける出張編集部が設けられることが多い。2019年現在東京開催は年4回、関西（大阪）開催は年3回など。
THE VOC@LOiD M@STER
ケットコムが主催する、VOCALOID作品限定の同人誌即売会。2016年11月までに36回開催されている。
静岡文学マルシェ
2016年から開催される静岡発祥の創作文芸同人誌展示即売会。目標として「静岡で作品発表の場を設けること」「地域で創作者の繋がりを作ること」「文学の楽しさを共有すること」をあげている。年に一回静岡で開催されている。
そうさく畑
赤ブーブー通信社がそうさく畑実行委員会の主催名にて、主に神戸市を中心とした関西地方で開催するオリジナル作品限定の同人誌即売会。ここ数回は大阪市で開催されている。過去に東京などでも開催されたことがある。主催者の死去に伴い、2016年が最後の開催となった。
Artmade
ComiConと京都国際マンガミュージアムが主催するオリジナルオンリー即売会。2014年から京都国際マンガミュージアムで開催されている。
博麗神社例大祭
博麗神社社務所が主催する、東方Project関連作品のジャンル限定同人誌即売会。同人サークル・上海アリス幻樂団の作品群（東方Project、東方シリーズ）の二次創作、いわゆる「同人の同人」を中心としたイベントの1つである。
ぷにケット
ぷにケット準備会が主催する、ぷに萌え系キャラ（全体的にぷにぷにとした感じで描かれているキャラクター）及びその作品限定の同人誌即売会。尚、準備会側としては「おジャ魔女どれみ中心」としていることから同作品やその後番組（明日のナージャ、プリキュアシリーズ）、あるいは女児向けアニメ作品（ふしぎ星の☆ふたご姫、おねがいマイメロディ）や低年齢・ロリキャラが多い。
また、アフターイベントが3時間以上かかることが慣例となっており、最後は儀式と呼ばれる特有の掛け声で締めくくることとなる。
別団体名主催でぷにケット準備会共催・協力の形で多数のイベントを開催しており、これらでもアフターイベントの最後はぷにケット同様に儀式がある。
文学フリマ
2002年から開催されている文学作品展示即売会。純文学論争のなかで、文学を存続させるための場として提案され開催が始まった経緯を持つ。2021年現在7都市で計年8回開催している。
砲雷撃戦!よーい!
SDFが主催していた、艦隊これくしょん -艦これ-作品限定の同人誌即売会。2013年6月2日に第1回が開催された。この内、9月開催分は高天原主催の「軍令部酒保」との共同開催となっている。東京ビッグサイトおよび鎮守府に関連する場所、果ては日本国外（台湾、香港）で開催されており、特に鎮守府に関連する場所での開催時は、前夜祭や屋台が開催されるなど大きな盛り上がりを見せていた。青森県むつ市大湊で開催された第8回の時は、当時のむつ市長が来場したことから、ニュースでも取り上げられた。舞鶴赤レンガ倉庫群での開催時は、非公式ファンイベントにもかかわらず舞鶴市が協賛し、JR西日本が臨時列車を運行するまでに至ったほどだった。2021年6月13日の砲雷撃戦67戦目が最後の開催で、最終的に舞鶴開催の規模が大きくなり過ぎ、権利者であるKADOKAWAは「砲雷撃戦が収益目的で非公式イベントを開催している」と判断、主催に対して今後の開催を中止するよう通告し、9月4日をもって開催終了が発表、サイトも閉鎖された。
東京開催についてはSDFが撤退し、高天原主催の「軍令部酒保」のみの開催へと変更された。
本の杜
2011年から開催されている文芸限定の同人誌即売会。川崎や東京など、関東地方で開催。
まんが ギャラリー&マーケット（MGM）
コミックマーケットを創設した同人サークル「迷宮」が主催する、オリジナル漫画作品限定の同人誌即売会。現行の同人誌即売会としては、コミックマーケットに次ぐ歴史を持つ。2007年開催以降、長らく休止状態であったが、2012年1月に復活し、2013年1月のMGM100をもって終了した。2013年9月より、別団体がMGM2として運営・開催。
みみけっと
ケットコムが主催する、猫耳など特殊な耳を付けたキャラクター関連ジャンル限定の同人誌即売会。主催のケットコムはイベントを開催する傍ら、同人誌即売会・コスプレイベント検索サイトケットコムを運営している。
メンズコミック（メンコミ）
1992年より始まった、メンコミ準備会が主催する男性向ジャンルに特化された同人展示即売会。名古屋市内で定期的に開催されている。「男性向きオンリー」という看板を前面に掲げ、いわゆる「エロ本」を扱うサークルや男性一般参加者を主眼に置いて集めたという点で、開始当時は全国でも数少ない面妖同人誌即売会であった。当時は「コミケの新刊並ばず買える」をうたい文句にしていた。
現にその「うたい文句」の通り、サークル側もメンズコミック用にコミケットで新刊を売り切らずに持ち込むこともあった。1990年代後半には白鳥ホールに進出し最盛期を迎えるが、会場の使用が禁止されて以降低迷する。この時期、2000年3月に一度だけ神戸市に進出している。紆余曲折を経て、名古屋駅前の愛知県産業労働センター（ウインク愛知）にて開催を継続。時折併設イベントを同時開催している。昭和のアンダーグラウンドな雰囲気を現代に伝えるイベントして、一部に好事家が存在する。2015年6月21日のラストメンズコミック（第56回目）を最終回としている。2018年、再開が発表された。
けもケット（けもケ）
獣人やケモノが登場する作品のみを頒布・購入できる同人誌即売会。2012年5月3日、日本橋（東京）の綿商会館で初開催。着ぐるみと触れ合えるエリアもある。東京や関西でそれぞれ年に1度開催される。また、1月に関東地方で「新春けもケット」というイベントも開催される。

#### 同人誌即売会で使われる会場
主要都市の見本市会場で行われることが多い。ドーム球場（札幌ドーム、みずほPayPayドーム福岡など）や大型多目的ホール（大宮ソニックシティなど）などで開催するイベントもある。一方で成年向け同人誌を扱うイベントに対して会場の貸し出しを拒否する事例も2007年に出てきている。

##### 北海道・東北地方
- 札幌コンベンションセンター（北海道札幌市白石区）
- さっぽろテレビ塔（北海道札幌市中央区）
- みやぎ産業交流センター（夢メッセみやぎ：宮城県仙台市宮城野区）
- 福島県青少年会館（福島県福島市）

##### 関東地方

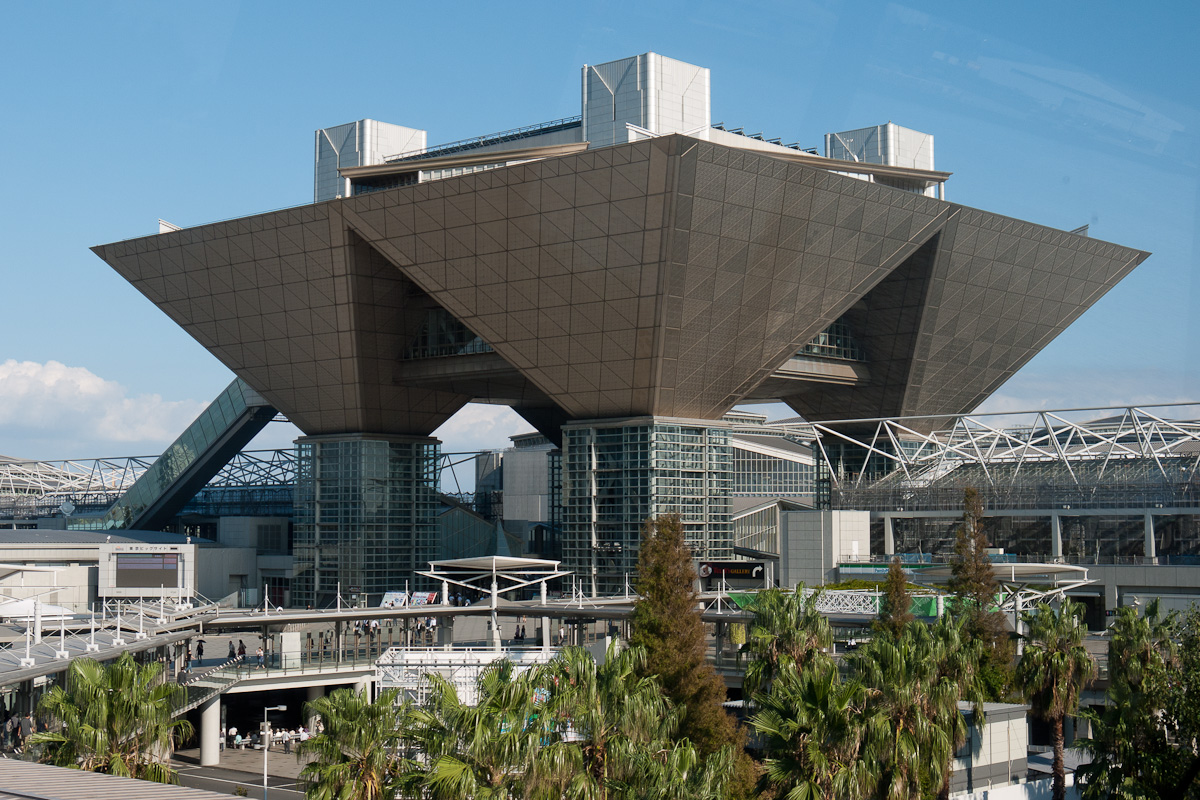
東京ビッグサイト

- 東京国際展示場（東京ビッグサイト：東京都江東区有明）
- 東京流通センター（TRC：東京都大田区平和島）
- 東京都立産業貿易センター（浜松町館：東京都港区海岸・浜松町、台東館：東京都台東区花川戸・浅草）
- サンシャインシティ・コンベンションセンターTOKYO（東京都豊島区東池袋）
- 大田区産業プラザ（PiO：東京都大田区蒲田）
- サンライズビル東京（東京都中央区日本橋）
- 共和フォーラム（東京文具共和会館）（東京都台東区柳橋・浅草橋）
- 国際ファッションセンター（東京都墨田区横網・両国）
- ハイライフプラザいたばし（東京都板橋区）
- プラザマーム（PLAZA MAAM：東京都中央区）
- 幕張メッセ（千葉県千葉市・幕張）
- パシフィコ横浜（神奈川県横浜市・みなとみらい地区）
- 横浜産貿ホール・マリネリア（神奈川県横浜市・みなとみらい地区）
- 横浜港大さん橋ホール（神奈川県横浜市・みなとみらい地区）
- 川崎市産業振興会館（神奈川県川崎市）
- 川口駅前市民ホール・フレンディア（埼玉県川口市）
- 川口総合文化センター（リリア：埼玉県川口市）

##### 中部地方

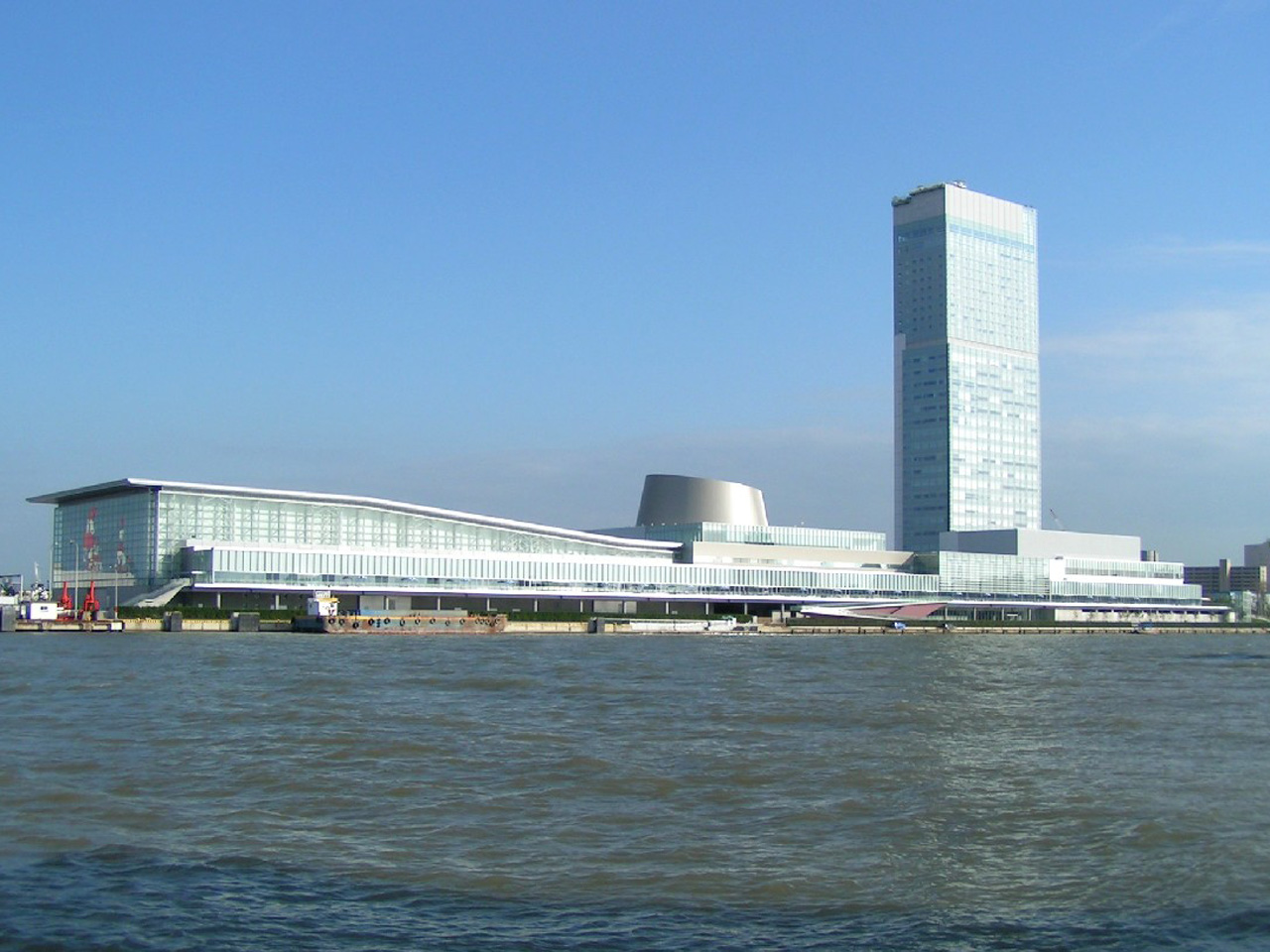
朱鷺メッセ

- 名古屋市国際展示場（ポートメッセなごや：愛知県名古屋市・名古屋港金城埠頭）
- 東別院会館（愛知県名古屋市中区）
- 愛知県産業貿易館（愛知県名古屋市中区）
- 名古屋国際会議場（愛知県名古屋市熱田区）
- 愛知県産業労働センター（愛知県名古屋市中区名駅）
- 名古屋市中小企業振興会館（吹上ホール：愛知県名古屋市千種区）
- 山梨県立産業展示交流館アイメッセ山梨（山梨県甲府市）
- 新潟市産業振興センター（新潟県新潟市中央区）
- 新潟コンベンションセンター（朱鷺メッセ：新潟県新潟市中央区）
- ITビジネスプラザ武蔵（石川県金沢市）

##### 近畿地方
- 大阪国際見本市会場（インテックス大阪：大阪府大阪市南港）
- 大阪マーチャンダイズ・マートビル（OMMビル：大阪府大阪市中央区大手前）
- 大阪国際会議場（グランキューブ大阪：大阪府大阪市中之島）
- マイドームおおさか（大阪府大阪市中央区本町橋）
- 京セラドーム大阪スカイホール（大阪府大阪市西区千代崎）
- 京都市勧業館（みやこめっせ：京都府京都市左京区岡崎）
- 京都府総合見本市会館（パルスプラザ：京都府京都市伏見区竹田）
- 神戸国際展示場（兵庫県神戸市・ポートアイランド）
- 神戸サンボーホール（兵庫県神戸市中央区）

##### 中国・四国地方
- 米子コンベンションセンター（ビッグシップ：鳥取県米子市）
- 島根県立産業交流会館（くにびきメッセ：島根県松江市）
- 岡山ドーム（岡山県岡山市北区）
- 岡山県総合展示場コンベックス岡山（岡山県岡山市北区・都窪郡早島町）
- 岡山コンベンションセンター（ママカリフォーラム：岡山県岡山市北区）
- 岡山県総合グラウンド体育館（桃太郎アリーナ：岡山県岡山市北区）
- 広島県立広島産業会館（広島県広島市南区）
- 広島市中小企業会館（広島県広島市西区）
- 香川県産業交流センター（サンメッセ香川：香川県高松市）

##### 九州地方
- みずほPayPayドーム（福岡県福岡市）
- 西日本総合展示場（福岡県北九州市）
- 教育福祉会館（沖縄県那覇市）

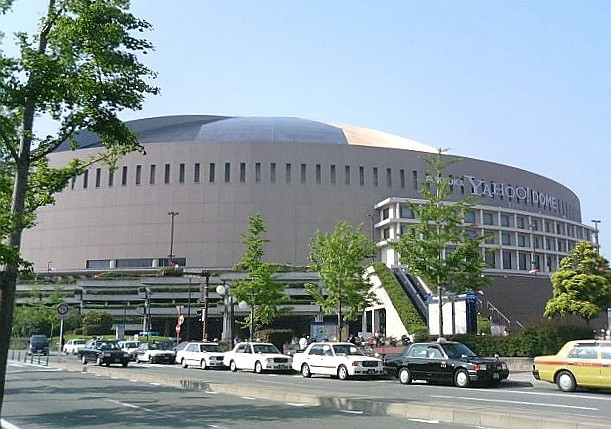
福岡ドーム

- 沖縄コンベンションセンター（沖縄県宜野湾市）

## 海外における同人誌即売会

### アジア
- インド

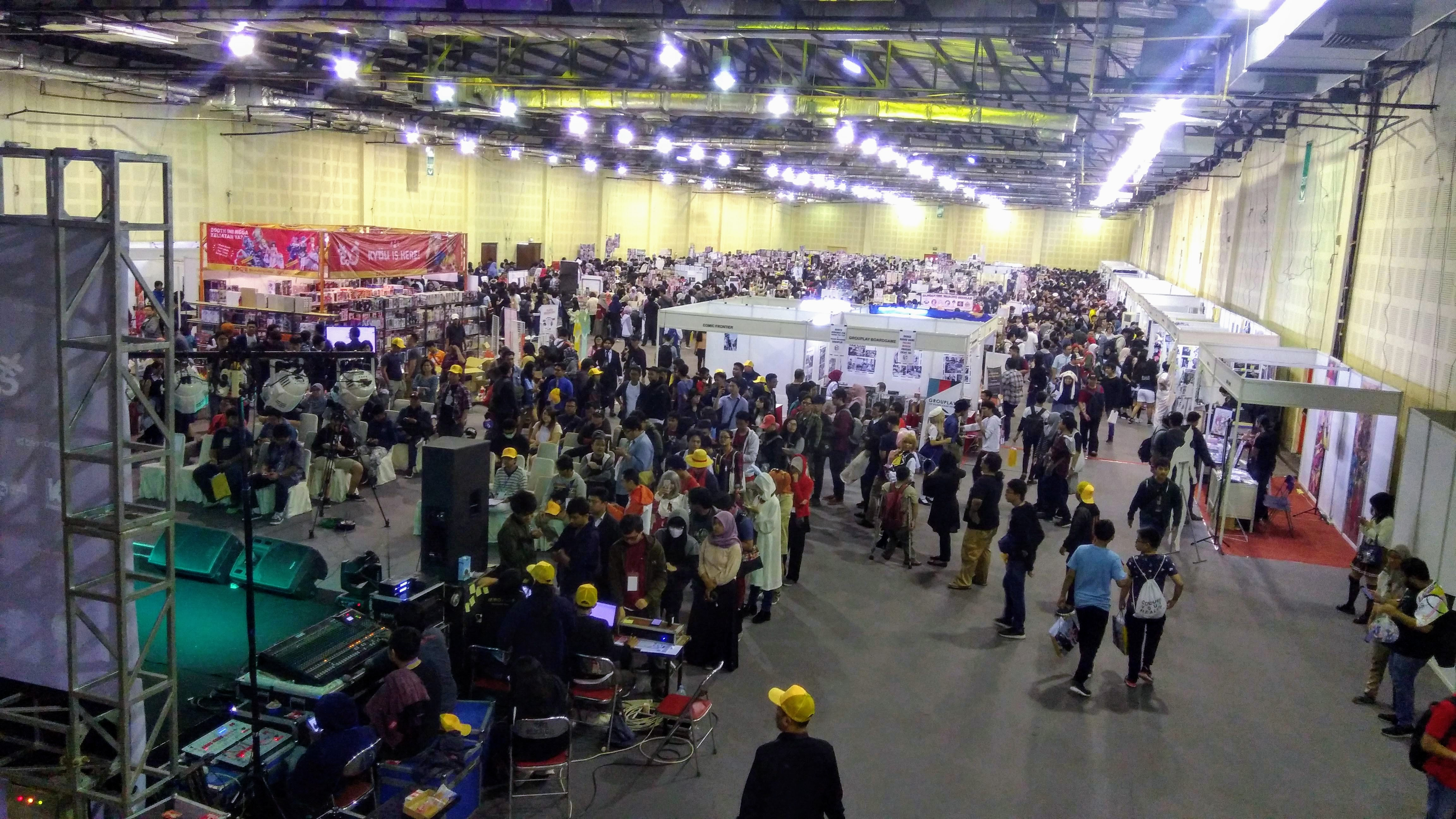
コミックフロンディア12

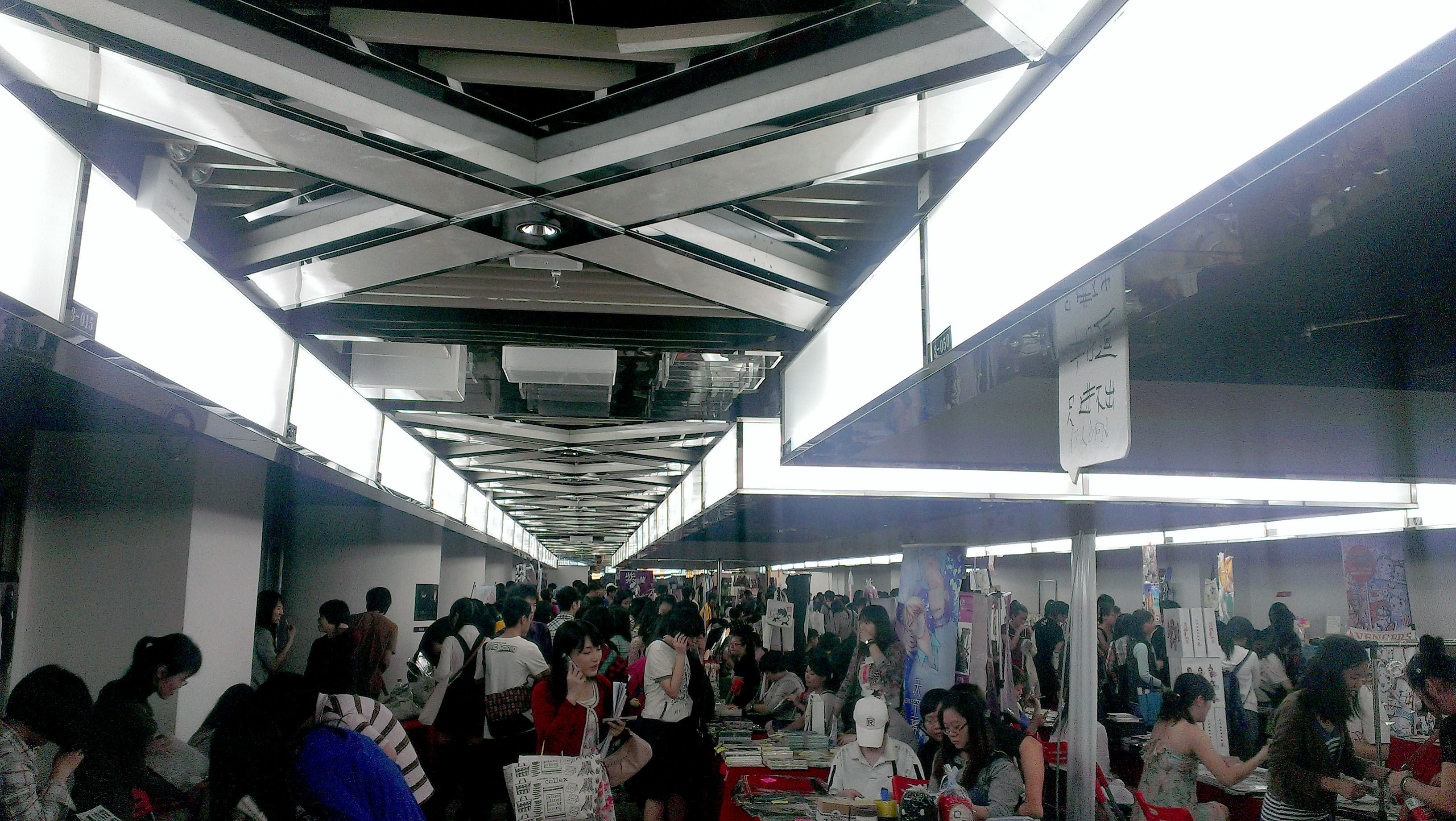
広州で開催されたADSL 13th

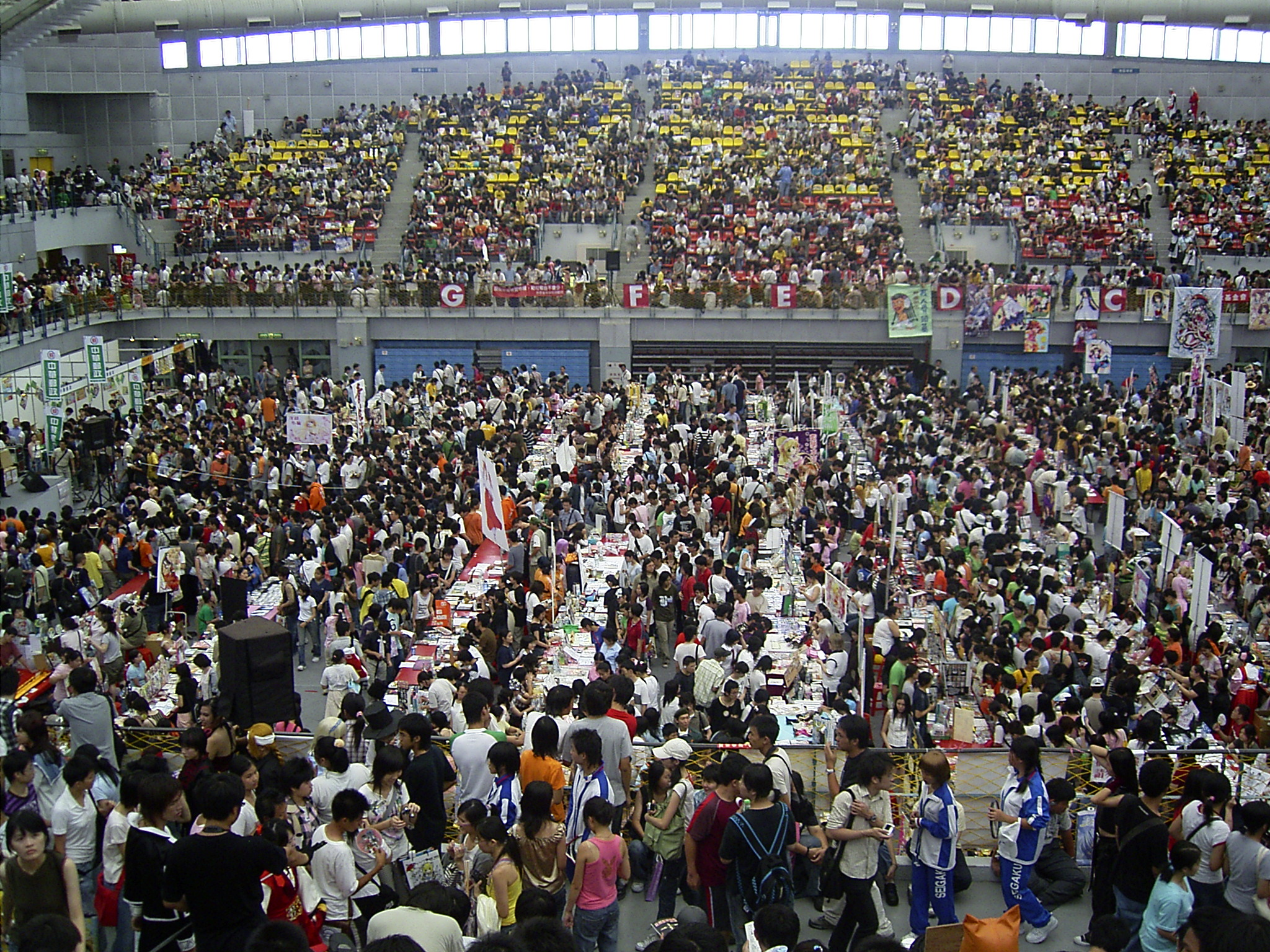
国立台湾大学綜合体育館で開催されたFancy Frontier 8

  - Anime Convention, New Delhi（アニメコンベンション）
  - Comic Con India（コミックコンインド）
- インドネシア
  - 　Comic Frontier（英語版）（コミックフロンディア）
- 韓国
  - Comic World 韓国
  - 　Daegu Comic Festival（大邱コミックフェスティバル）
- 中国
- 上海
  - COMICUP
  - 広州 YACA（中国語版）
  - 広州ADSL本土動漫創作作品展（中国語版）（広州ADSL同人誌即売会）
  - 　四川成都同人祭（中国語版）（ComiDay）
- 香港
  - Comic World 香港
  - 蛍の祭
- 台湾
  - Comic Horzion（中国語版）
  - 台灣同人誌販售會（Comic World Taiwan）
  - Fancy Frontier 開拓動漫祭
  - Tcomi
  - Grand Journey（中国語版）
- タイ
  - Capsule event
- マレーシア
  - 　Comic Fiesta（英語版）（コミックフィエスタ）

### アメリカ・アフリカ・ヨーロッパ
- オタコン（オタク・コンベンション、Otakon）
- エジプト
  - The Grand Japanese POP Culture Festival（2013年3月 第1回開催）
- フランス
  - Japan Expo

## 参加者の分類

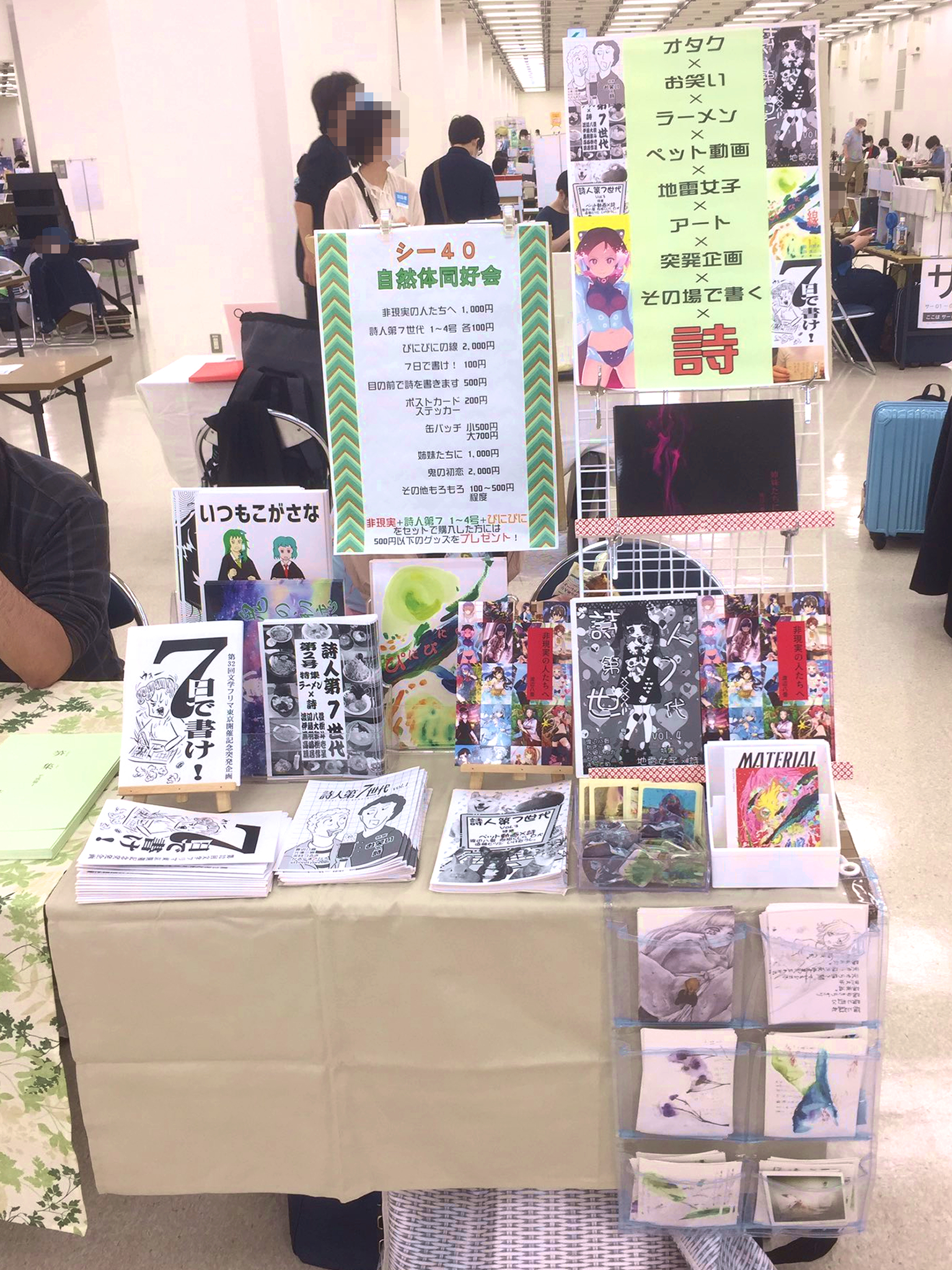
サークル参加者のスペース

コミックマーケットでの参加者分類はコミックマーケット#参加者の区分を参照。
サークル参加者
同人サークルとして同人誌など制作し、スペースを確保して配布・頒布・販売を行う者。多くの即売会では、スペースを確保するため、主催者に事前申し込みする必要がある。参加申し込みが予定されたスペースを上回る場合、スペースの拡大や抽選が行われる。
委託参加者
サークルとして同人誌を作成し、頒布を他のサークルに委ねる者。主に、サークルがスペース抽選に落選した場合や、会場が遠くまたは他の用事で直接参加できない場合に採られる。
大別して、即売会に委託参加枠を設け申し込みを受け付け主催者側が頒布を行う場合と、即売会のサークル参加者に販売を委ねる方法の2種類がある。
前者の「主催者が頒布を行う」場合、上述のサークル参加者同様申し込みを要し参加費もかかるが、後者の「サークル参加者に頒布を委ねる」場合、委託参加者自身が申し込む必要はなく、それ自体には参加費はかからない。こちらは主に知り合い同士の厚意で成り立っており、サークル当事者同士で分割負担、物々交換、物品の授受、役務などにて解決する場合が多い。
企業参加者
企業の参加者。自社製品の販売や宣伝のために出展する。主催者に事前申し込みをする必要があるが、販売ブースの形態や参加費などが、サークル参加者とは異なっていることが多い。同人誌即売会の取材などを行う参加者も企業参加者となる。
スタッフ参加者
主催者側の係員として会場の設営撤収、場内整理などを行う。非営利のイベントでボランティアとして参加している者に対する呼称で、警備員など主催者が業務を委託した者や、企業イベントにおける雇用されたスタッフは一般的に参加者とは呼ばれない。
一般参加者
上記以外の参加者で、一般的には同人誌などを購入するために参加する者。入場券も兼ねるよう、各参加サークルのスペース配置や注意事項を書いたパンフレット・カタログの購入が必要な場合が多い。
コスプレ参加者
コスプレを行う参加者。登録制の場合があり、一部では登録料が必要である。基本的に上記いずれかの参加者に属しているが、イベントによっては個別の参加者として扱うこともある。